# Geschossaufstockung

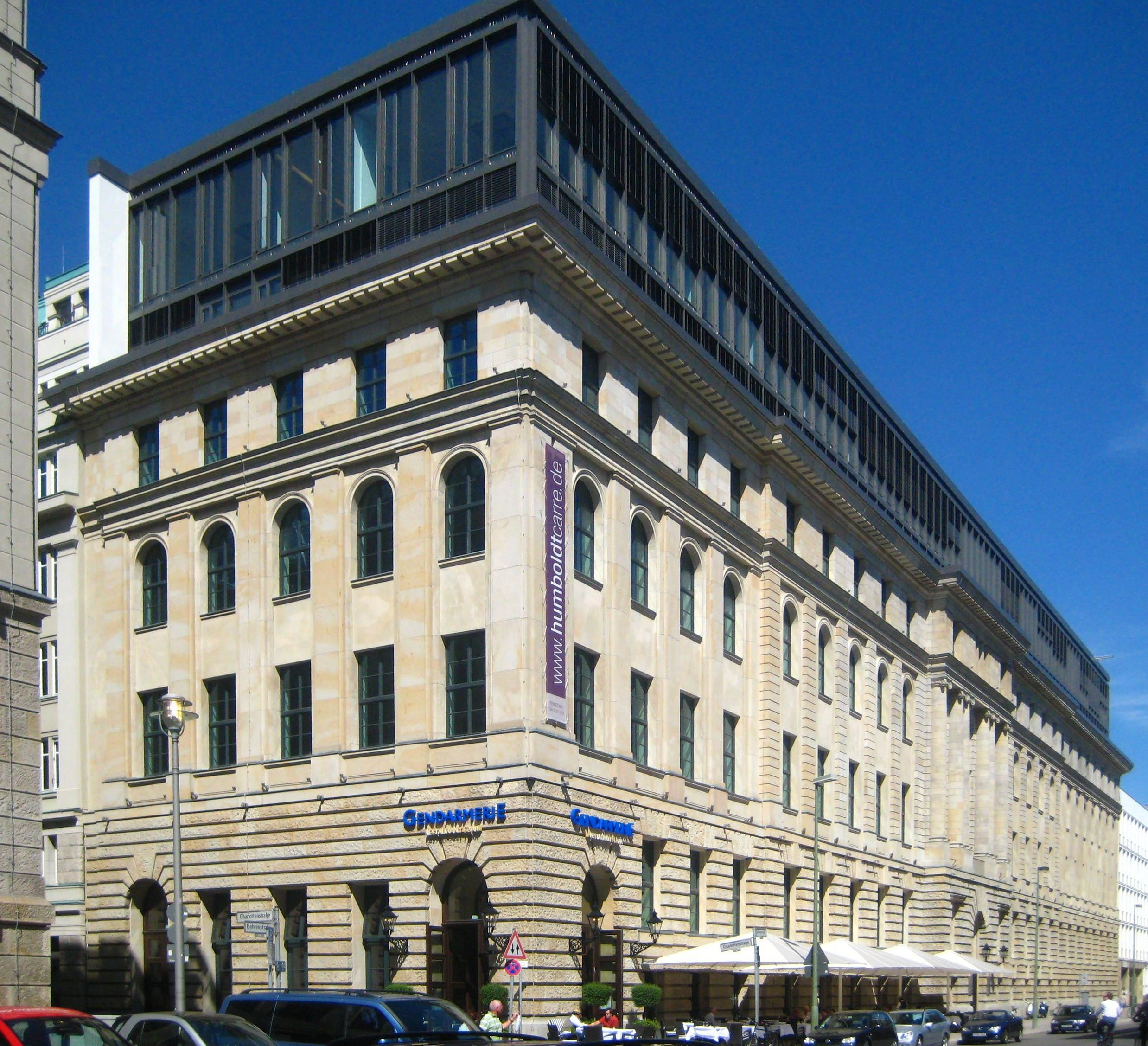
Moderne Aufstockung eines Altbaus

Die Geschossaufstockung ist – wie auch der Anbau – eine Maßnahme zur Raumbedarfserweiterung am Bestand von Wohn-, Gewerbe- und öffentlichen Gebäuden. Sie ist darüber hinaus eine interessante Variante, um neue architektonische und städtebauliche Akzente zu setzen. Für die Aufstockung wird mindestens ein weiteres Geschoss auf das vorhandene Gebäude aufgesetzt.

## Allgemeines
Begünstigt wird die besondere bauliche Maßnahme einer Geschossaufstockung von geographischen, von demographischen, von politischen und zunehmend auch von ökologischen Erscheinungsformen. Deutschland – im Zentrum Europas – ist seit Jahrzehnten von zerstörerischen Elementarschäden verschont. Keine Kriege und keine Naturkatastrophen haben in die bewohnte und gewerbliche Bebauung Deutschlands so eingegriffen, dass eine anhaltende, sich wiederholende Neubebauung zwingend notwendig geworden ist. Diese Umstände ziehen einen hohen Altbaubestand nach sich.

## Ausgangslagen
Ungefähr 75 % aller aktuellen Bauleistungen erfolgen im Bestand, oder in einer Erneuerung von Bestandsabrissen. Diese Entwicklung wird weiter überproportional zunehmen. Nur etwa 25 % der Hochbaugewerbe wirken im echten Neubau. Fast drei Viertel der Wohngebäude sind zwischen 15 und 60 Jahre alt.
Mehr als die Hälfte aller Deutschen wohnen im eigenen Haus oder in der eigenen Wohnung. In absoluten Zahlen stehen ca. 42,5 Millionen Wohnraumeigentümer etwa 40 Millionen Mietern gegenüber. Die private Bevölkerung besitzt und bewohnt eine Vielzahl von 1- und 2-geschossigen Gebäuden, die nicht mehr den geänderten familiären Erfordernissen, individuellen Bedürfnissen und nachhaltigen ökologischen Anforderungen entsprechen.  Die qualitativen und quantitativen Ansprüche sind größer, moderner und verantwortungsvoller geworden. Der demographische Wandel lässt Familien wieder zusammenrücken, sie formieren sich zu neuen Wohn- und Lebensformen, in Gemeinschaft mit Eltern und Großeltern wird aus dem Einfamilienobjekt ein Mehrgenerationenhaus. Private Wünsche werden im und am Wohnungsbestand wirtschaftlich verknüpft, z. B. mit der Arbeit, mit dem selbständigen Gewerbe oder mit künstlerischen und sportlichen Ambitionen. Unzählig gefächerte, individuelle Ansprüche benötigen zusätzlich mehr Raum.

## Umsetzungen
Die häufigste Art der Geschossaufstockung wird als Dachaufstockung oder als Etagenaufstockung auf einem bestehenden Flachdach-Bungalow durchgeführt. Oft wird auch mit der neuen Etage zusätzlich ein Giebeldach – in offener und geschlossener Weise ausgebaut, oder zum Ausbau vorbereitet – eingebracht. Ob, wie und in welchem Umfang eine Geschossaufstockung tatsächlich mehr Wohnraum schaffen kann, wird von den Baubestimmungen der jeweiligen Gemeinde und von statischen Erfordernissen geregelt, zum Teil auch von baubiologischen Besonderheiten, die eine Bestandsimmobilie vorgibt.
Geschossaufstockungen lassen sich in unterschiedlichen Ausführungsmethoden umsetzen. Sie sind in zeitgemäßer Holzrahmenkonstruktion, mit vorgefertigten Montageelementen, in klassischer Mauerausführung oder mit alternativen Materialien (Stahl, Glas etc.) zu fertigen.
Es ist parallel sinnvoll, den „alten“ Gebäudebestand auf den Energiestandard der aktuell durchgeführten Raumerweiterung zu bringen. Das gewährleistet eine positive Energiebilanz des gesamten Objekts, vermeidet unnötige Energieverluste und trägt insgesamt zu einem gesunden Raumklima bei.
Der Altbaubestand eröffnet viele Potenziale für die Geschossaufstockung, mit den gleichen Bedarfsmotiven wie sie zum Anbau, zur Wohnraumanpassung und zur energetischen Optimierung formuliert sind. Es sind relevante bautechnische, baurechtliche und zivilrechtliche Erfordernisse zu beachten, die der Laie nur unzureichend und erheblich risikobehaftet ausführen kann. So hat der Vermieter einer Altbauwohnung bei der Aufstockung des Gebäudes um ein weiteres Wohngeschoss einen Trittschallschutz einzubauen, der zum Zeitpunkt der Aufstockung die geltenden technischen (Mindest-)Anforderungen einhält.
Die Umsetzung einer Geschossaufstockung sollte in baufachlich und baurechtlich qualifizierter Begleitung erfolgen, auch weil sie mit einer Vielzahl von Baugesetzen reguliert wird. Eine Aufstockung ist nur zu verwirklichen, wenn das Bauamt der zuständigen Kommune mitspielt. Maßgeblich für die Genehmigung des Bauantrages ist unter anderem, ob der jeweilige Bebauungsplan überhaupt ein weiteres Stockwerk zulässt.
Der Bebauungsplan – als kommunales Gesetz – legt fest, wie ein Grundstück bebaut und genutzt werden darf und ob eine Geschossaufstockung überhaupt durchführbar ist. Neben der Nutzungsart (Wohnen, Gewerbe etc.) macht der Bebauungsplan Angaben zum „Maß der Nutzung“: Römische Ziffern (I, II, III, IV) geben die maximal zulässige Geschosszahl an (Ziffern in einem Kreis, schreiben die Anzahl der Geschosse vor). Die Geschossflächenzahl (GFZ) begrenzt die Bebauungsdichte in der Nachbarschaft. Multipliziert man die Grundstücksgröße mit der Geschossflächenzahl, erhält man die zulässige Fläche aller Geschosse. Bei einem Grundstück von 500 Quadratmeter und einer GFZ von 1,2 (üblich für Wohngebiete) dürfen maximal 600 Quadratmeter Geschossfläche (auf alle Etagen verteilt) geplant und umgesetzt werden. Für Aufstockungen, die über den „Bestand“ ragen, ist die Grundflächenzahl (GRZ) entscheidend für eine Baugenehmigung. Mit der Formel GRZ · Grundstück (m²) wird die Fläche ermittelt die höchstens von Bauwerken überbaut werden darf.
In dicht bebauten Gebieten verlangen die Bauaufsichtsbehörden zur Genehmigung des Bauantrags für eine Geschossaufstockung eine sog. „Nachbarzustimmung“, wenn Nachbarn aus öffentlich rechtlicher Sicht deutlich spürbar beeinträchtigt werden, zum Beispiel bei den erforderlichen Abstandsflächen. Der Nachbar hat vor Erteilung seiner Zustimmung das Recht der Einsicht in die relevanten Bauvorlagen. Darüber hinaus kann der Nachbar auch Einspruch gegen eine Baugenehmigung einlegen, der aber keine aufschiebende Wirkung in Bezug auf das Bauvorhaben hat, solange hier eine rechtsverbindliche Entscheidung nicht vorliegt.

## Vorteile und Nachteile
Überwiegend kommen heute vorgefertigte Systeme zum Einsatz, die mehrere Vorteile für die Bauherrschaft nachziehen:
- Das Bestandsgebäude bleibt bewohnbar.
- Die Geschossaufstockung und Wohnraumerweiterung ist in sehr kurzer Zeit regendicht errichtet.
- Die Geschossaufstockung wird nach den Vorschriften der Energiesparverordnung umgesetzt. Hier werden mit der Errichtung erhebliche Energiekosteneinsparungen für die Zukunft programmiert.
- Es werden – sofern gesetzlich vorgeschrieben – biologisch nachhaltige und schadstofffreie Materialien eingesetzt.
- Die KfW-Bank stellt unter Voraussetzung bestimmter Bedingungen eine Vielzahl von Fördermitteln und Darlehen zur Verfügung.[6]
- In Nordrhein-Westfalen fördert auch die NRW-Bank den Ausbau- und die Erweiterung von vorhandenem Wohnraum im Zusammenhang mit der Dämmung der Außenwände und/oder des Daches.[7]

Für die Geschossaufstockung wird geltend gemacht, es handle sich um eine zulässige, sinnvolle Raumschaffung. Sie sei im Verhältnis zur Neubauplanung günstig realisierbar; sie schone die Ressourcen des Bodens. Proportional hohe Grundstückskosten belasten das Baubudget nicht, da sie – in der Regel – schon mit der Kalkulation und Umsetzung des Bestandsgebäudes verzehrt worden sind. Eine aufwendige Baugrunduntersuchung und Baufelderschließung, die infolge einer Neubauplanung erforderlich werden, entfallen. Ähnlich wie bei der Entkernung (mit der sie häufig Hand in Hand geht) ist diese Art des Umgangs mit historischen Gebäuden aber sehr umstritten. Einerseits wird häufig Disharmonie zwischen dem Altbestand und der Aufstockung reklamiert, andererseits aber auch übertriebene Anpassung. Belange der Denkmalpflege, Stadtbildpflege und kommerzielle Interessen von Investoren sind sorgfältig abzuwägen. Daher gilt eine Geschossaufstockung so wie die Entkernung als ein Kompromiss zwischen Denkmalschutz und Abriss. Im anglo-amerikanischen Raum spricht man kritisch von Facadism, ein negativ belegter Begriff, wie das an den Begriff Fassade angehängte Suffix -ismus deutlich macht.